# Бурка Михайло Йосипович
Бу́рка Миха́йло Йо́сипович (6 вересня 1914, ст. Сентянівка, Катеринославська губернія, Російська імперія — 26 лютого 1988, Київ, Українська РСР, СРСР) — український радянський державний діяч, голова виконавчого комітету Київського міської ради депутатів трудящих у 1963–1968 роках. Депутат Верховної Ради УРСР 5–8-го скликань. Кандидат у члени ЦК КПУ в 1960–1971 роках.

## Біографія
Народився 6 вересня 1914 року на станції Сентянівці (тепер селище Слов'яносербського району Луганської області) у родині робітника залізничної станції. За іншими даними народився у селі Новоселівці біля Кадіївки на Луганщині.
У 1921—1928 роках — учень Сентянівської семирічної школи. У вересні 1928 — березні 1931 року — студент Луганського будівельного технікуму.
У березні 1931 — червні 1932 року — технік-будівельник, старший технік технічного відділу, у червні 1932 — квітні 1933 року — начальник планово-технічного відділу Паркомунівської контори шахти № 10 на Донбасі. У квітні 1933 — вересні 1936 року — виконавець робіт (начальник дільниці) Горлівської контори будівельного тресту «Донбасжитлобуд» Донецької області.
У вересні 1936 — червні 1941 року — студент Дніпропетровського інженерно-будівельного інституту, отримав диплом з відзнакою, інженер-будівельник.
З липня 1941 року служив у Червоній армії, учасник німецько-радянської війни. У липні 1941 року направлений до Москви на трьохмісячні курси при Воєнно-інженерній академії імені Куйбишева. У жовтні 1941 року мобілізований на захист Москви і направлений на Калінінський фронт, де прослужив рядовим сапером до листопада 1941 року. У листопаді — грудні 1941 року навчався на підготовчих курсах інструкторів-мінерів у Москві. Після закінчення курсів отримав звання лейтенанта і направлений до Сталінграду у 20-ту бригаду 5-ї саперної армії. У грудні 1941 — лютому 1942 року — інструктор-викладач навчальної роти у місті Калач Сталінградської області. У лютому — серпні 1942 року — командир саперної роти 1514-го окремого саперного батальйону 14-ї саперної бригади 7-ї саперної армії. У серпні 1942 — липні 1943 року — командир саперної роти 431-го артилерійського інженерного Полтавського батальйону 66-ї армії (яку у 1943 році перейменовано на 5-ту гвардійську) на Донському фронті.
Член ВКП(б) з 1943 року.
У липні 1943 — травні 1944 року — заступник командира 431-го артилерійського інженерного батальйону 5-ї гвардійської армії 1-го Українського фронту. У травні 1944 — червні 1946 року — командир 267-го окремого інженерно-саперного батальйону 5-ї гвардійської армії 2-го Українського фронту.
У червні 1946 — січні 1947 року — командир 320-го армійського інженерно-саперного батальйону 5-ї гвардійської армії. У січні — червні 1947 року — командир територіального батальйону 2-го гвардійського інженерного полку Київського військового округу. У червні 1947 році демобілізувався з Радянської армії.
Мав військове звання майора.

###### Повоєнний період
У червні 1947 — березні 1948 року — головний інженер управління капітального будівництва, у березні 1948 — жовтні 1949 року — начальник відділу капітального будівництва Запорізького заводу «Комунар».
У жовтні 1949 — червні 1951 року — начальник управлінь капітального будівництва № 114 і № 115 Тресту № 22 Міністерства будівництва підприємств машинобудування СРСР в місті Запоріжжі.
У червні 1951 — червні 1953 року — керуючий будівельного тресту № 99 Міністерства будівництва підприємств машинобудування СРСР у Запоріжжі.
У червні 1953 — листопаді 1957 року — керуючий тресту «Запоріжбуд» у місті Запоріжжі.
31 жовтня 1957 — 17 березня 1958 року — 1-й секретар Запорізького міського комітету КПУ.
5 березня 1958 — грудень 1963 року — завідувач відділу будівництва і міського господарства ЦК КПУ.
Від 2 грудня 1963 до 15 серпня 1968 року — голова виконавчого комітету Київської міської ради депутатів трудящих.
6 серпня 1968 — 12 травня 1975 року — голова Державного Комітету Ради Міністрів Української РСР у справах будівництва (Держбуду УРСР).
Після виходу на пенсію з 1975 року працював головним редактором київського журналу «Строительные материалы и конструкции»[уточнити].
Помер 26 лютого 1988 року в місті Києві.

## Нагороди
- Ордени: Леніна (два),  Червоного Прапора (1944), Трудового Червоного Прапора,  Олександра Невського (12.04.1945), Вітчизняної війни I ст. (07.07.1944) та II ст. (08.10.1943, 6.04.1985), Червоної Зірки (16.02.1943).
- Медалі: «За відвагу» (12.03.1943), «За оборону Сталінграда», «За перемогу над Німеччиною у Великій ВІтчизняній війні 1941 - 1945 рр.» (1945), «За визволення Праги» (1945) та польською «За Одер, Нису і Балтику» та ін.
- Почесна Грамотою Президії Верховної Ради Української РСР (5.09.1964).